# Ordre des architectes du Québec
L'Ordre des architectes du Québec est l'ordre professionnel régissant la pratique de l'architecture sur le territoire de la province de Québec (Canada), et dont la principale fonction est d'assurer la protection du public. La pratique elle-même est actuellement codifiée par le Code des professions du Québec et la loi sur les architectes (dernière modification : septembre 2020). Le Code de déontologie assure les bases de la prestation de services et de la conduite professionnelle des membres.
Le siège social de l'organisation est situé au 420, rue McGill bureau 200, à Montréal.
Le fonds d'archives de l'Ordre des architectes du Québec est conservé au centre d'archives de Montréal de Bibliothèque et Archives nationales du Québec.  

## Histoire
L’OAQ a été créé en 1974, suivant l’instauration du système professionnel par le gouvernement du Québec,. Il émane de l’Association des architectes de la province de Québec (AAPQ), qui existait depuis 1890. C’est en 1978 que l’Ordre décerne ses premiers Prix d’excellence en architecture. À partir de 2008, les candidats à la profession se soumettent à l’Examen des architectes du Canada (ExAC), en lieu et place des examens nord-américains, ce qui contribue à faciliter l’accès à la profession au Québec. En 2014, l’Ordre entame une série d’actions visant l’adoption d’une politique québécoise de l’architecture,,,,,. Cette démarche porte ses fruits en 2019, avec l’annonce par la ministre de la Culture et des Communications et la ministre des Affaires municipales et de l’Habitation, du début des travaux entourant l’élaboration d’une Stratégie québécoise de l’architecture, avec la participation de l’OAQ. C'est finalement en 2022 que le gouvernement du Québec présentera la toute première Politique nationale de l’architecture et de l’aménagement du territoire, assortie d’un plan de mise en œuvre publié en 2023. Ce dernier prévoit notamment la création d’un Bureau de valorisation de l’architecture.

## Protection du public

### Contrôle de l'exercice de la profession
L’OAQ délivre des permis d’exercice de la profession d’architecte aux personnes qui remplissent les conditions suivantes :
- Être titulaire d’un diplôme d’un établissement universitaire offrant un programme de formation en architecture accrédité
- Avoir effectué un stage de formation professionnelle de 3720 heures selon les modalités prévues au règlement
- Avoir réussi l’Examen d’admission des architectes du Canada (ExAC)

Ces conditions peuvent faire l’objet de demandes d’équivalence évaluées par le comité d’admission.
En plus de devoir observer un code de déontologie, les membres de l’OAQ sont soumis à l’inspection professionnelle, et sont tenus de suivre 40 heures de formation continue par période de deux ans.

### Processus disciplinaire et conciliation
Le public a la possibilité de faire des demandes d’enquête au bureau de la syndique de l’Ordre concernant de possibles infractions commises par les architectes relativement au Code des professions, à la Loi sur les architectes et aux règlements qui en découlent, notamment le Code de déontologie des architectes. Une enquête peut déboucher soit sur un processus de conciliation, soit sur une plainte du bureau de la syndique au Conseil de discipline de l’OAQ, lequel a le pouvoir d’imposer des sanctions,,.

### Contrôle de l'exercice illégal et de l'usurpation de titre
L’Ordre peut intenter des poursuites pénales contre des personnes ne figurant pas au tableau de ses membres qui utilisent le titre d’architecte (usurpation de titre) ou qui exercent une activité professionnelle faisant partie du champ d’exercice exclusif des architectes (exercice illégal).

## Gouvernance
L’OAQ relève de l’Office des professions du Québec, lequel relève de la ministre responsable de l’application des lois professionnelles.
Le conseil d’administration de l’OAQ se compose de 12 personnes, soit 9 architectes élus au suffrage universel des membres, dont le président ou la présidente, ainsi que de trois représentants ou représentantes du public désignés par l’Office des professions du Québec (article 78 du Code des professions). La durée des mandats du président ou de la présidente et des administrateurs et administratrices élus est de trois ans. L’actuel président de l’OAQ est l’architecte Pierre Corriveau.

## Normes canadiennes
L’OAQ est membre du Regroupement des ordres d’architectes du Canada (ROAC), qui rassemble les 11 organismes responsables de réglementer la profession d’architecte dans leur province ou territoire respectif. Ce regroupement permet d’établir des normes communes d’accès à la profession partout au pays, telles que l’Examen des architectes du Canada. Il permet également la négociation conjointe d’ententes de réciprocité avec des homologues d’autres pays afin de faciliter la mobilité professionnelle des architectes (voir Ententes de réciprocité).
C’est par ailleurs le ROAC, avec le Conseil canadien des écoles universitaires d’architecture, qui mandate le Conseil canadien de certification en architecture en ce qui a trait à l’agrément des programmes d’architecture des universités canadiennes, à la certification de la formation des diplômés en architecture et aux qualifications professionnelles des architectes de l’étranger possédant une vaste expérience.

## Ententes de réciprocité
En tant que membre du ROAC, l’OAQ adhère aux ententes facilitant la mobilité professionnelle des architectes auxquelles le Canada est partie :
- Réciprocité canadienne
- Accord États-Unis–Canada
- Accord Canada–États-Unis–Mexique
- Accord Canada–Australie–Nouvelle-Zélande
- Accord Europe-Canada
- Accord Canada–Royaume-Uni

En tant qu’ordre professionnel québécois, l’OAQ adhère à l’Entente Québec-France et à l'Entente Québec-Suisse sur la reconnaissance mutuelle des qualifications professionnelles, aussi appelées Arrangements de reconnaissance mutuelle.

## Autres activités

### Encadrement des concours d’architecture
Les concours d’architecture organisés au Québec ne sont plus encadrés par l’OAQ depuis 2022. L’Ordre offre toutefois un Guide de référence sur les concours d’architecture sur son site Web.

### Prix de l’OAQ
L’OAQ décerne les Prix d’excellence en architecture ainsi que quatre distinctions : médaille du Mérite, Ambassadeur de la qualité en architecture, Relève en architecture, Engagement social.

## Bras humanitaire
L’OAQ a créé l’organisme de bienfaisance Architecture sans frontières Québec (ASFQ) afin d’aider les populations vulnérables au Québec ou à l’étranger. Cet organisme a coordonné plusieurs projets, notamment pour venir en aide à la communauté anicinape de Kitcisakik et aux sans-abri du square Cabot à Montréal. Il a également assisté les organismes communautaires et les petits commerces montréalais afin d’adapter leurs locaux au contexte de la COVID-19.